# (5095) Escalante
(5095) Escalante est un astéroïde de la ceinture principale.

## Description
(5095) Escalante est un astéroïde de la ceinture principale. Il fut découvert le 10 juillet 1983 à la station Anderson Mesa par Edward L. G. Bowell. Il présente une orbite caractérisée par un demi-grand axe de 2,43 UA, une excentricité de 0,22 et une inclinaison de 14,6° par rapport à l'écliptique.

## Compléments